# Anguila elèctrica

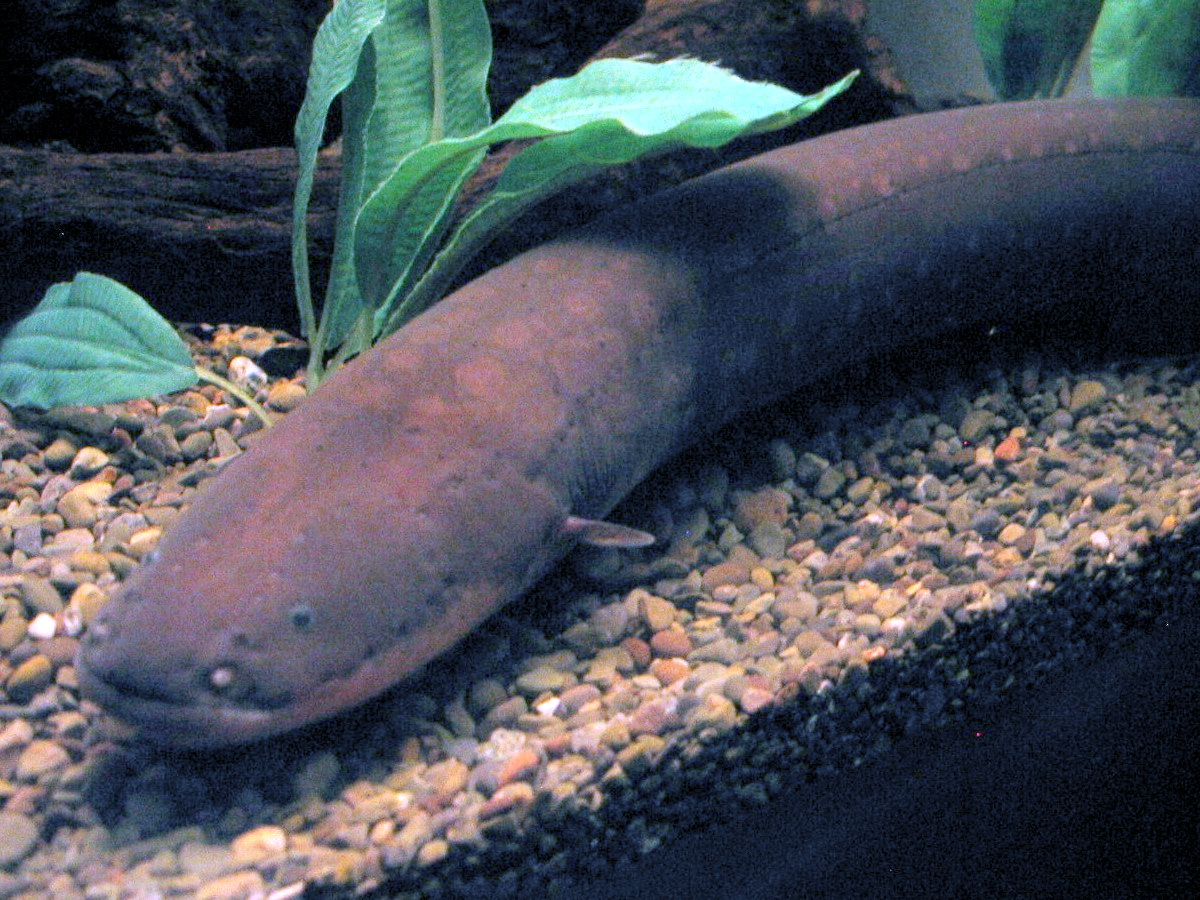
Anguila elèctrica

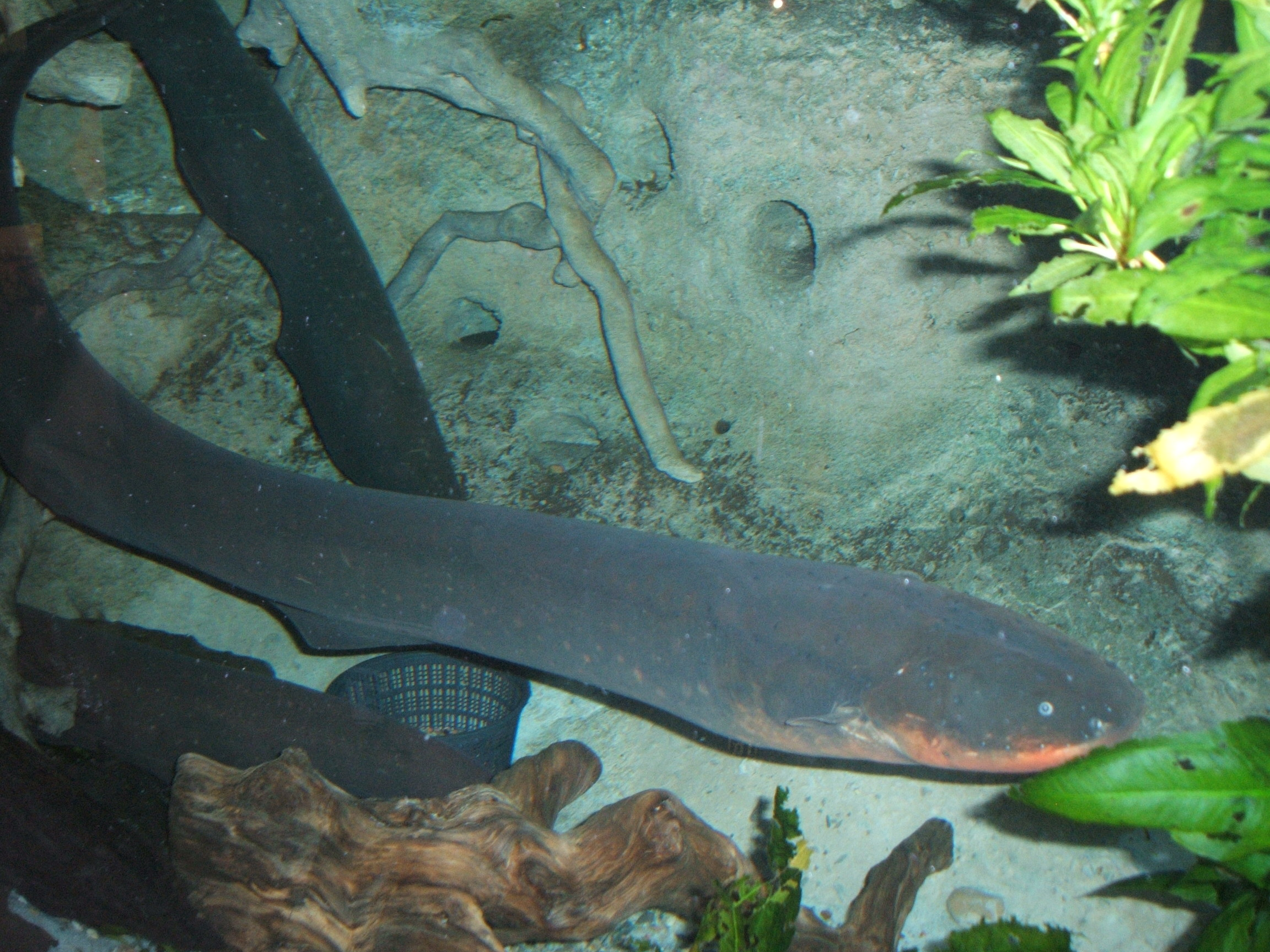
Anguila elèctrica a l'aquàrium de Boston

L'anguila elèctrica (Electrophorus electricus) és una espècie de peix pertanyent a la família dels gimnòtids.

## Descripció
- És l'espècie de gimnotiforme més grossa, ja que sol créixer fins a uns dos metres i mig de llarg i assoleix un pes de vint kg.
- Té un cos allargat, cilíndric i gairebé sense escates.
- Cap aplanat.
- Boca grossa amb una fila de dents còniques a cada mandíbula.
- És marró fosc grisós al dors i groc o blanc al ventre.[3][4]

## Reproducció
Pot arribar a pondre fins a 17.000 ous.

## Alimentació
Els joves mengen invertebrats, mentre que els adults es nodreixen de peixos i mamífers petits.

## Hàbitat
És un peix d'aigua dolça, bentopelàgic i de clima tropical (23 °C-28 °C) que es troba a Sud-amèrica: el Brasil, la Guaiana Francesa, la Guaiana, el Perú, Surinam i Veneçuela, incloent-hi les conques dels rius Amazones i Orinoco.

## Observacions
És capaç de generar potents xocs elèctrics, els quals utilitza tant per a caçar com per a defensar-se. Malgrat el seu nom, no és una anguila, sinó un gimnotiforme. És emprada en experiments científics.